# Archibald MacKinnon
Archibald A. "Archie" MacKinnon, född 13 januari 1937 i Cranbrook i British Columbia, är en kanadensisk före detta roddare.
MacKinnon blev olympisk guldmedaljör i fyra utan styrman vid sommarspelen 1956 i Melbourne.